# Frida Lehmkuhl
Frida Lehmkuhl (* 18. November 1896; † 30. Juli 1967) war eine Bremer Politikerin (SPD) und Mitglied der Bremischen Bürgerschaft.  

## Biografie
Lehmkuhl war eine Hausfrau. Sie war Mitglied der SPD.
Vom November 1946 bis 1951 war sie Mitglied der ersten und zweiten gewählten Bremischen Bürgerschaft und in Deputationen der Bürgerschaft tätig. 